# Chitonaster cataphractus
Chitonaster cataphractus är en sjöstjärneart som beskrevs av Percy Sladen 1889. Chitonaster cataphractus ingår i släktet Chitonaster och familjen ledsjöstjärnor. Inga underarter finns listade i Catalogue of Life.